# Spodnji Gasteraj
Spodnji Gasteraj este o localitate din comuna Sveti Jurij v Slovenskih goricah, Slovenia, cu o populație de 297 de locuitori.